# Gomecello
Gomecello – gmina w Hiszpanii, w prowincji Salamanka, w Kastylii i León, o powierzchni 20,7 km². W 2011 roku gmina liczyła 510 mieszkańców.